# Eparchia kiszyniowska
Eparchia kiszyniowska – jedna z eparchii Mołdawskiego Kościoła Prawosławnego (autonomicznej Cerkwi w strukturze Patriarchatu Moskiewskiego), z siedzibą w Kiszyniowie. Jej zwierzchnik, metropolita kiszyniowski i całej Mołdawii Włodzimierz (Kantarian), jest równocześnie zwierzchnikiem Mołdawskiego Kościoła Prawosławnego. Katedrą eparchii jest sobór Narodzenia Pańskiego w Kiszyniowie.

## Historia

### Utworzenie i organizacja
W 1812 r., po włączeniu Besarabii do Imperium Rosyjskiego, metropolita Gabriel (Bănulescu-Bodoni) wystosował do cara Aleksandra I oraz do Świątobliwego Synodu Rządzącego memoriał z prośbą o erygowanie na tym terenie eparchii Rosyjskiego Kościoła Prawosławnego funkcjonującej na prawach szerokiej autonomii. Aleksander I odpowiedział pozytywnie na tę prośbę 21 sierpnia tego samego roku, polecając, by cerkwie w Besarabii funkcjonowały „na starych mołdawskich prawach”. Eparchia otrzymała nazwę kiszyniowskiej i chocimskiej. W jej granicach znalazły się, oprócz obszaru przyłączonego do Rosji w 1812 r., także ziemie na lewym brzegu Dniestru (Naddniestrze) odebrane w poprzednich dekadach. Początkowo jej katedrą był sobór Świętych Archaniołów Gabriela i Michała w Kiszyniowie. W 1814 r. na prośbę metropolity Gabriela, który został pierwszym ordynariuszem administratury, w Kiszyniowie zorganizowano przy eparchii drukarnię przygotowującą księgi liturgiczne w języku rumuńskim (mołdawskim). W styczniu tego samego roku otwarto w Kiszyniowie również prawosławne seminarium duchowne, zaś do 1816 r. wzniesiono pierwszą rezydencję metropolitalną w centrum miasta (następnie wielokrotnie rozbudowywaną, ostatecznie zniszczoną podczas II wojny światowej). 
Po śmierci metropolity Gabriela w 1821 r. nowym ordynariuszem eparchii został jej dotychczasowy biskup pomocniczy Dymitr, który w ciągu trzynastu lat sprawowania urzędu wprowadził dalsze zmiany i regulacje w funkcjonowaniu eparchii. We wszystkich monasterach i skitach w Besarabii wprowadzona została reguła cenobityczna, uregulowano kwestie nauczania religii, w 1835 r. utworzono w Kiszyniowie konsystorz prawosławny i przeprowadzono reformę administracyjną eparchii, która odtąd dzieliła się na osiem dekanatów, zgodnie z podziałem administracyjnym guberni. W 1836 r. natomiast oddano do użytku liturgicznego nowy sobór Narodzenia Pańskiego w Kiszyniowie. Rok później z terytorium eparchii wydzielono obszar na lewym brzegu Dniestru, który włączono do eparchii chersońskiej.

### Funkcjonowanie eparchii w latach 1844–1871
Podczas sprawowania urzędu arcybiskupa kiszyniowskiego przez kolejnego władykę, Irynarcha (1844–1858), eparchia została ostatecznie – wbrew intencjom jej współtwórcy metropolity Gabriela – zreorganizowana na wzór analogicznych jednostek Cerkwi rosyjskiej, tracąc tym samym autonomię. Irynarch zainicjował również budowę szeregu nowych świątyń. W 1858 r. eparchia zaczęła wydawanie oficjalnej gazety, w językach rumuńskim i rosyjskim. 
Następca Irynarcha na katedrze, arcybiskup Antoni, przeprowadził kolejną reformę administracyjną eparchii, dzieląc ją na 35 mniejszych dekanatów. Dokonano również klasyfikacji parafii według liczby wyznawców, wzniesiono od podstaw lub gruntownie wyremontowano 300 świątyń, w tym w monasterach Condrița, Vărzărești i Curchi. Przy cerkwiach tworzył biblioteki. W 1864 r. w Kickanach nad Dniestrem erygowany został monaster Nowy Neamț, założony przez mnichów, którzy opuścili klasztor Neamț w Mołdawii. Stał się on jednym z najważniejszych centrów życia mniszego w Besarabii. Utworzono bractwa cerkiewne zajmujące się działalnością społeczną i dobroczynną; pierwszym z nich było bractwo św. Aleksandra Newskiego działające w Kiszyniowie od 1866 r. Od 1868 r. zwoływano coroczne zjazdy duchowieństwa eparchii oraz poszczególnych powiatów. Dziekani w poszczególnych dekanatach byli odtąd wybierani, powstały rady dekanalne. Otwartych zostało ponad czterysta szkół cerkiewno-parafialnych, a w Kiszyniowie – szkoła żeńska.

### Funkcjonowanie w latach 1871–1904. Rusyfikacja Cerkwi w Besarabii
Od połowy lat 60. XIX w. władze rosyjskie wdrożyły stanowczą politykę rusyfikacji rumuńskojęzycznej ludności Besarabii, co miało powstrzymać rozwój wśród niej rumuńskiej tożsamości narodowej i dążeń do przyłączenia się do powstałego w 1859 r. państwa rumuńskiego. W 1884 r. zlikwidowano dwie wydawane w Kiszyniowie rumuńskojęzyczne gazety, zakazano przewożenia prasy z rumuńskich Jass i wzmocniono kontrole graniczne nad Prutem. W 1867 r. minister oświaty hr. Dmitrij Tołstoj przeprowadził w guberni besarabskiej wizytację, po której wyeliminowano język rumuński z sądownictwa i administracji w Besarabii, także eparchii kiszyniowskiej nakazano prowadzenie zajęć w seminarium duchownym w Kiszyniowie wyłącznie po rosyjsku. Cerkiew stała się także obiektem dalszych nacisków rusyfikacyjnych, a jej oficjalny organ prasowy miał coraz poważniejsze problemy z cenzurą.
W 1871 r. po śmierci Antoniego ordynariuszem eparchii kiszyniowskiej został arcybiskup Paweł, pod kierownictwem którego Cerkiew w Besarabii włączyła się w państwową politykę rusyfikacji regionu, stając się jednym z jej głównych wykonawców, chociaż na początku swojej działalności w Kiszyniowie i on znalazł się na pewien czas w konflikcie z cenzorem, który nie aprobował treści jego drukowanych kazań. Ostatecznie z powodu tego sporu już w roku, gdy Paweł został ordynariuszem eparchii, jej oficjalny organ prasowy przestał być wydawany w wersji dwujęzycznej, a jedynie po rosyjsku. Na polecenie hierarchy z cerkwi w Besarabii usuwano księgi liturgiczne w języku rumuńskim. W 1882 r., gdy Pawła przeniesiono na inną katedrę, w eparchii pozostało 417 cerkwi, w których służono w języku rumuńskim, podczas gdy w 608 obowiązywał język cerkiewnosłowiański i język rosyjski w homilii. 370 parafii z polecenia arcybiskupa zawiesiło działalność lub zostało całkowicie zlikwidowanych, gdyż nie znaleziono dla nich kapłanów dobrze władających rosyjskim. Całe duchowieństwo eparchialne musiało zdać egzamin z tego języka, a wynik negatywny oznaczał odsunięcie od służby. Decyzje Pawła w tej sprawie doprowadziły w wielu parafiach do protestów, a odjazd arcybiskupa z Kiszyniowa został wśród wiernych przyjęty z wielką radością. Atmosfera w besarabskiej Cerkwi została uspokojona podczas sprawowania urzędu przez kolejnego władykę, Sergiusza, który zezwolił na częściowe posługiwanie się językiem rumuńskim w liturgii. Nie zgodził się jednak na ponowne uruchomienie mołdawskiej drukarni utworzonej przez metropolitę Gabriela – polecił sprzedać ją monasterowi Nowy Neamț.
W 1891 r. przeniesionego do eparchii chersońskiej Sergiusza zastąpił na katedrze biskup Izaak, który sprawował urząd tylko przez rok. Po nim władyką kiszyniowskim w latach 1892–1898 był Neofit. Kolejnym hierarchą na urzędzie był biskup Jakub. Pod jego kierunkiem Cerkiew prawosławna w Besarabii również nie prowadziła już szczególnie intensywnych działań rusyfikatorskich. Biskup Jakub uzyskał zgodę Świętego Synodu na drukowanie broszur i książek religijnych w języku mołdawskim (rumuńskim), m.in. na druk monumentalnego zbioru żywotów świętych. W Kiszyniowie utworzył bractwo misyjne Narodzenia Pańskiego. Jakub charakteryzowany jest jako oddany i zaangażowany w swoją posługę duszpasterz, z drugiej strony zarzuca mu się, że nie tylko nie starał się walczyć z antyżydowskimi nastrojami w Besarabii, ale sam podżegał do pogromu w Kiszyniowie w 1903 r. Rok po tych wydarzeniach został przeniesiony na inną katedrę.

### Funkcjonowanie w latach 1905–1918

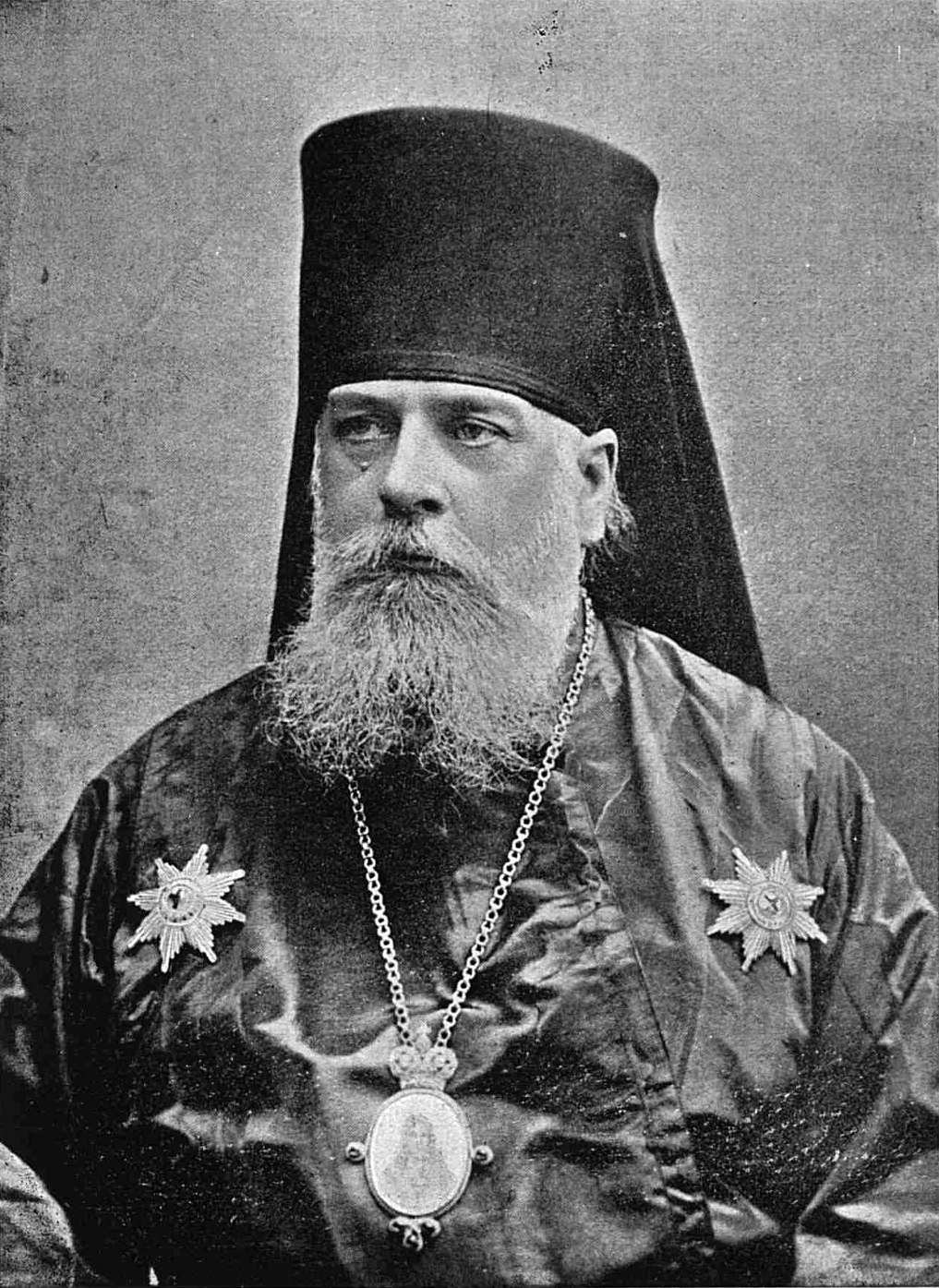
Serafin (Cziczagow) jako biskup kiszyniowski ponownie zaostrzył politykę rusyfikacji Cerkwi w Besarabii

Od 1904 r. władyką kiszyniowskim był Włodzimierz. W 1905 r. uzyskał on zgodę Świętego Synodu na ponowne otwarcie drukarni eparchialnej, która rozpoczęła pracę w kwietniu tego samego roku w Kiszyniowie. Trzy lata później rozpoczęto druk pierwszego prawosławnego pisma w Besarabii ukazującego się w całości w języku rumuńskim – „Oświeciciela” (oryg. Luminătorul). Postulat przywrócenia języka rumuńskiego do Cerkwi w Besarabii był jednym z najważniejszych żądań ruchów protestu, które pojawiły się w regionie podczas rewolucji 1905 r. (do masowych wystąpień antyrządowych w Besarabii wówczas nie doszło). Biskup Włodzimierz głosił również publiczne kazania w języku rumuńskim i utworzył przy eparchii towarzystwo zajmujące się badaniami nad historią i archeologią cerkiewną. Cieszył się powszechnym szacunkiem wiernych. Władyka ten, akceptując sugestię protojereja Mihaila Çakira, zgodził się również na organizację nabożeństw i wydawanie literatury religijnej w języku gagauskim we wsiach zamieszkiwanych przez osoby tej narodowości.  
W 1908 r. Włodzimierz został przeniesiony na katedrę dońską i nowoczerkaską, zaś jego miejsce zajął biskup Serafin, który na nowo wszczął rusyfikację Cerkwi w Besarabii. Spotkało się to ze sprzeciwem prawosławnych Mołdawian. Jego wyrazem stał się ruch, na czele którego stanął mnich Innocenty z monasteru w Bałcie i który z czasem przerodził się w sektę. 
W 1913 r. Święty Synod wyraził zgodę na służenie w języku mołdawskim całych nabożeństw, pierwsza Święta Liturgia odprawiona w całości w języku większości prawosławnych mieszkańców Besarabii miała miejsce 23 lipca tegoż roku. Rok później biskup Serafin opuścił katedrę kiszyniowską. Po nim urząd obejmowali kolejno Platon (1914–1915) i Anastazy (1915–1918).

### Rewolucja 1917 r. Przyłączenie Besarabii do Rumunii
Rewolucja lutowa w Piotrogrodzie przyniosła ponowne ożywienie życia politycznego w Besarabii i ruchów, które domagały się autonomii dla Mołdawii, z zachowaniem zwierzchności Rosji. W tej atmosferze 19–20 kwietnia 1917 r. w Kiszyniowie zebrał się kongres duchowieństwa, który wystosował pod adresem Rządu Tymczasowego żądanie podniesienia eparchii kiszyniowskiej do rangi autokefalicznej metropolii i mianowania metropolitą hierarchy pochodzenia rumuńskiego. W sierpniu tego samego roku kwestię tę podjął obradujący w Moskwie Sobór Lokalny Rosyjskiego Kościoła Prawosławnego, nadając archieparchii kiszyniowskiej status metropolii.
W 1918 r. po interwencji rumuńskiej w Besarabii, zgodnie z decyzjami podjętymi przez regionalny parlament – Radę Kraju, region został przyłączony do Rumunii. Oznaczało to przejście metropolii kiszyniowskiej w jurysdykcję Rumuńskiego Kościoła Prawosławnego. Patriarcha moskiewski i całej Rusi Tichon zaapelował do metropolity Mołdawii Pimena, kierującego pracami jego Synodu, o przyzwolenie na to, by w Besarabii powstał jednak, zgodnie z wyrażaną wcześniej wolą duchowieństwa, Kościół autokefaliczny. Tak się nie stało i eparchia kiszyniowska została przekształcona w metropolię besarabską Rumuńskiego Kościoła Prawosławnego.

### Ponowna organizacja i funkcjonowanie w ZSRR
W 1940 r. Besarabia została zajęta przez Armię Czerwoną. Patriarchat Moskiewski restytuował eparchię kiszyniowską, bez prawa autonomii. W 1941 r. na jej czele stanął biskup Aleksy. Zarówno po wejściu wojsk radzieckich, jak i podczas ich odwrotu po ataku wojsk rumuńskich, jako sojusznika III Rzeszy, w 1941 r. żołnierze dopuszczali się morderstw prawosławnych duchownych i niszczenia świątyń. W latach 1941–1944 eparchia kiszyniowska ponownie funkcjonowała w strukturach Patriarchatu Rumuńskiego. W 1944 r., gdy Armia Czerwona po raz drugi wkraczała do Mołdawii, w regionie czynnych było 888 cerkwi i 25 klasztorów. Eparchia kiszyniowska po raz drugi została włączona do Patriarchatu Moskiewskiego, a jej ordynariuszem został pochodzący z Moskwy biskup Hieronim. W 1947 r. na urzędzie zastąpił go Benedykt, duchowny rosyjski urodzony i służący wiele lat w Kiszyniowie. Już rok później został on przeniesiony do innej eparchii, a władyką kiszyniowski został Nektariusz.
Na okres sprawowania przez niego urzędu (1948–1963) przypada kampania prześladowań Cerkwi, podczas której nie dochodziło już do więzienia i skazywania na śmierć duchownych, lecz masowo zamykane były prawosławne parafie. Po 1960 r. w Mołdawii liczba czynnych świątyń spadła do 385, zamknięto także wszystkie klasztory poza żeńskim monasterem Japca. Zniesiono podział eparchii kiszyniowskiej na dekanaty.

### Po 1991 r.
W 2010 eparchia dzieliła się na 31 dekanatów, w ramach których działało 610 parafii obsługiwanych przez 730 kapłanów. Katedrą administratury jest sobór Narodzenia Pańskiego w Kiszyniowie. Przy eparchii istnieje Kiszyniowska Akademia Duchowna, seminarium duchowne w Kiszyniowie oraz liceum teologiczne dla dziewcząt.

## Biskupi kiszyniowscy[19]

### 1813–1918
- Gabriel (Bănulescu-Bodoni), 1812–1821
- Dymitr (Sulima), 1821–1844
- Irynarch (Popow), 1844–1858
- Antoni (Szokotow), 1858–1871
- Paweł (Lebiediew), 1871–1882
- Sergiusz (Lapidiewski), 1882–1891
- Izaak (Położenski), 1891–1892
- Neofit (Niewodczikow), 1892–1898
- Jakub (Piatnicki), 1898–1904
- Włodzimierz (Sieńkowski), 1904–1908
- Serafin (Cziczagow), 1908–1914
- Platon (Rożdiestwienski), 1914–1915
- Anastazy (Gribanowski), 1915–1918

### Od 1940
- Aleksy (Siergiejew), 1940–1941
- Hieronim (Zacharow), 1944–1947
- Benedykt (Polakow), 1947–1948
- Nektariusz (Grigorjew), 1948–1963
- Bartłomiej (Gondarowski), 1963–1972
- Jonatan (Kopołowicz), 1972–1987
- Serapion (Fadiejew), 1987–1989
- Włodzimierz (Kantarian), od 1989

## Monastery

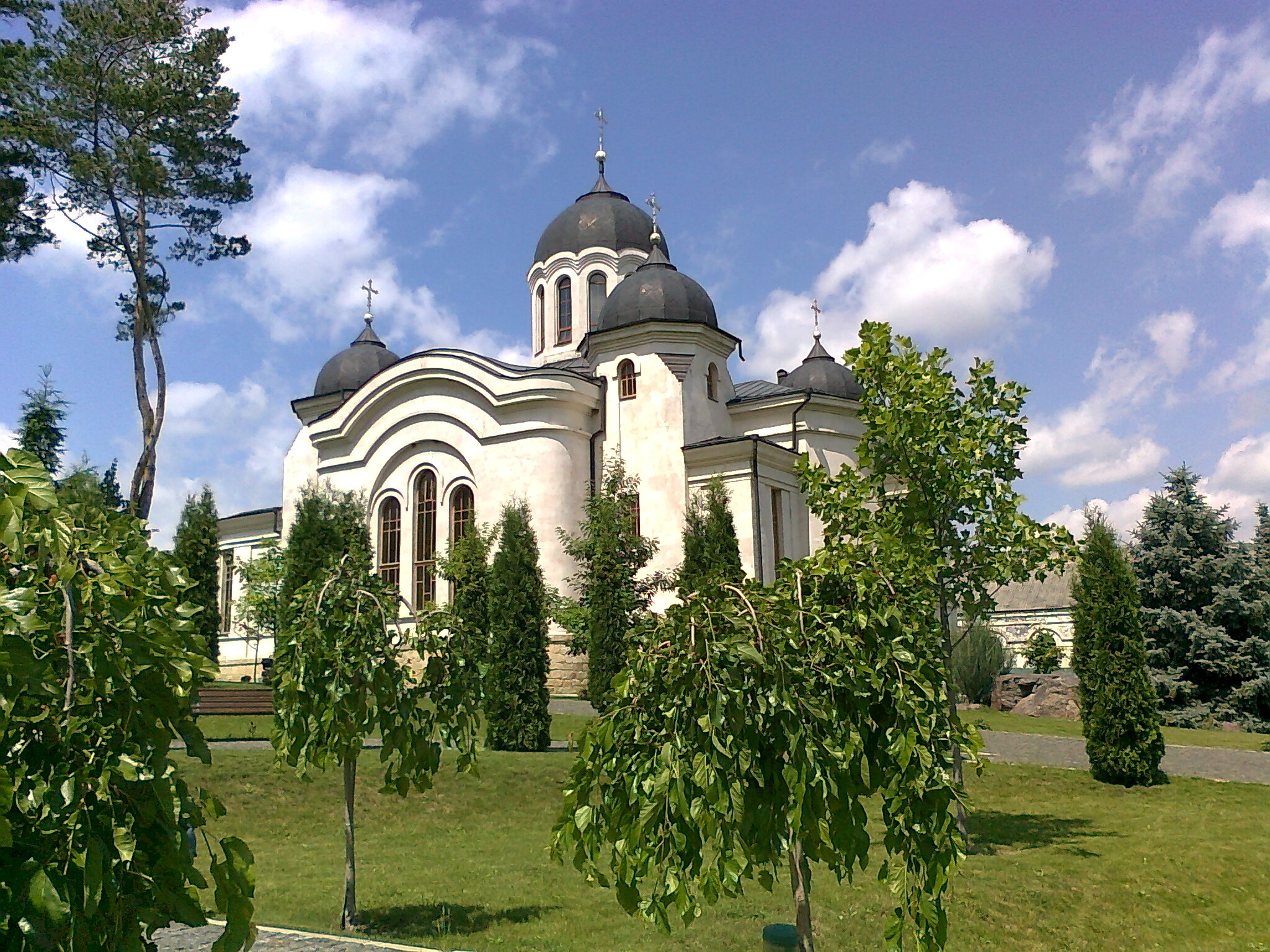
Monaster Curchi

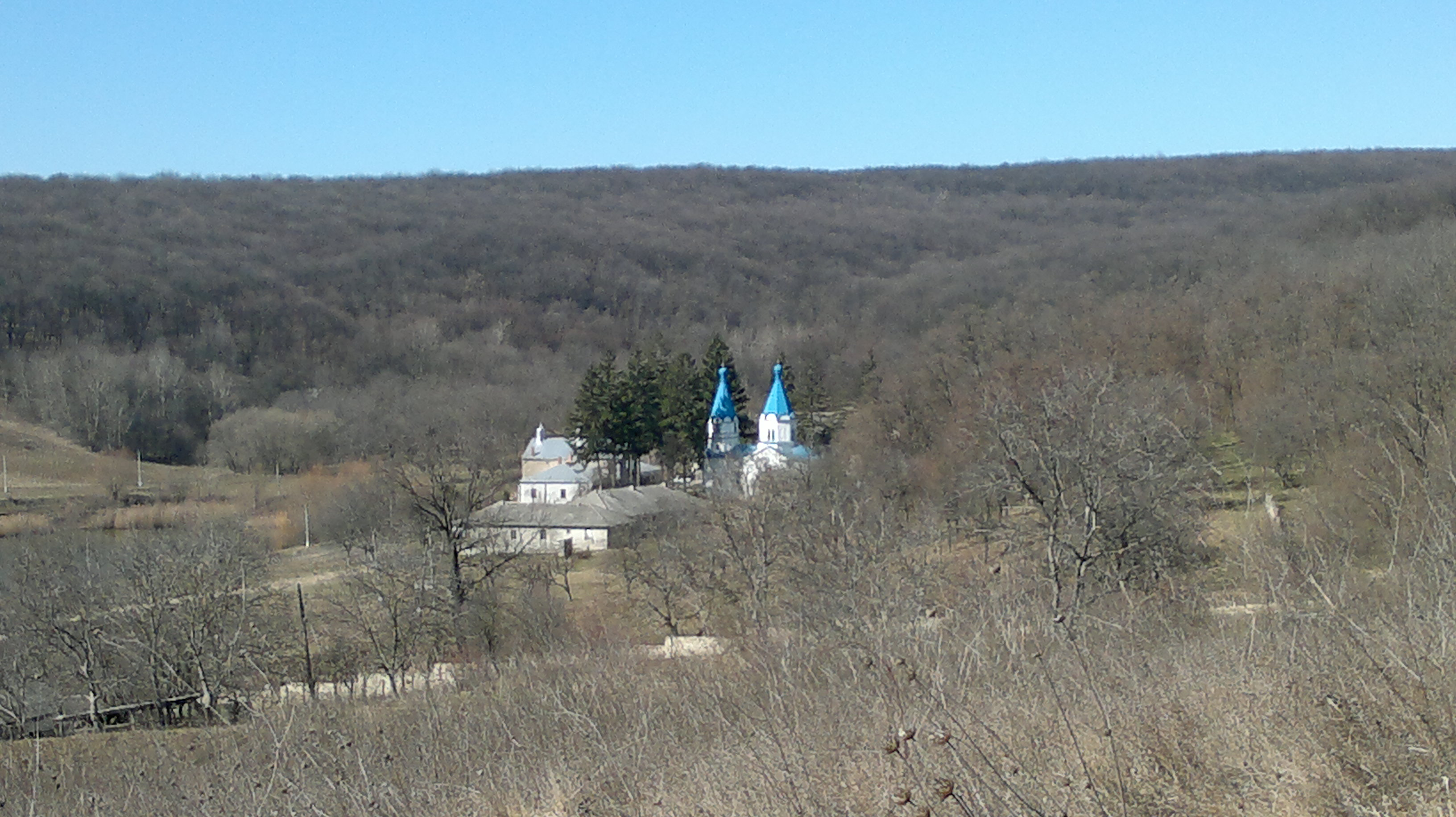
Monaster Țigănești

W eparchii kiszyniowskiej działają następujące klasztory:
- Monaster Vărzărești, żeński
- Monaster Veverița, męski
- Monaster św. Włodzimierza w Horeșcie, męski
- Monaster Hârjăuca, męski
- Monaster Suruceni, żeński
- Monaster Zloți, męski
- Monaster Țipova, męski
- Monaster Curchi, żeński
- Monaster Nicoreni, męski
- Monaster Căpriana, męski
- Monaster Condrița, męski
- Monaster Pripiceni-Curchi, żeński
- Monaster Hagimus, żeński
- Monaster Chiștelnița, męski
- Monaster Sadaclia, żeński
- Monaster Bocancea, męski
- Monaster Răciula, żeński
- Monaster Saharna, męski
- Monaster św. Symeona w Nicolaevce, żeński
- Monaster Tabora, żeński
- Monaster Herbowiecki, męski
- Monaster Țigănești, męski
- Monaster Frumoasa, męski
- Monaster św. Paraskiewy w Bursuku, żeński
- Monaster Japca, żeński
- Monaster Ciuflea, żeński
- Monaster Nowy Neamț, męski[20]